# IOS 6
iOS 6 — шостий основний випуск мобільної операційної системи iOS, що розроблена Apple Inc., як наступник iOS 5. Її було презентовано на Worldwide Developers Conference 11 червня 2012 року та було випущено 19 вересня 2012 року. Її наступником стала iOS 7, яка була випущена 18 вересня 2013 року.
У iOS 6 зʼявився новий додаток Apple Maps, замінивши Google Maps як картографічний сервіс за замовчуванням для операційної системи; спеціальний додаток Подкасти, як головний додаток для подкастів; і додаток Passbook для зберігнання різних типів квитків, посадкових талонів, купонів і карток постійного покупця. App Store зазнав візуальних змін, а також змінилися алгоритми пошуку. Facebook був інтегрований в операційну систему, включаючи повідомлення про статус, кнопки «лайк», а також синхронізацію контактів і подій з кількома додатками Apple. Нові елементи керування конфіденційністю запитують у користувачів детальніші дозволи для додатків, а також зʼявилася можливість запобігати цільовій рекламі. Siri стала доступна на більшій кількості пристроїв і її оновлено з додатковими функціями, включаючи можливість бронювати столики в ресторанах, запускати програми, отримувати огляди фільмів і спортивну статистику, а також зачитувати елементи з Центру сповіщень.
Оцінки iOS 6 були позитивними. Критики відзначили, що операційна система не запропонувала жодних істотних покращень продуктивності чи істотних перероблених елементів, а натомість зосередилася на вдосконаленнях із загальним консенсусом, що Apple «не змінює речі заради змін». iOS 6 не «повністю змінила те, як ви використовуєте свій пристрій», але «кожне з налаштувань спростить багато щоденних дій зі смартфоном у цілому», і критики відзначили, що удосконалення «чогось, що вже працює надзвичайно добре» є «чимось, що інші компанії могли б наслідувати».
Однак випуск Apple Maps викликав значну критику через неточні або неповні дані. Проблеми спричинили публікацію відкритого листа із вибаченнями від генерального директора Apple Тіма Кука і відіграли роль у звільненні Скотта Форсталла з компанії, який керував розробкою iOS з моменту її створення.

## Історія
iOS 6 була представлена на Apple Worldwide Developers Conference 11 червня 2012 року.

iOS 6 була офіційно випущена 19 вересня 2012 року.

### Оновлення
| Версія | Збірка                      | Дата випуску      | Примітки |
| ------ | --------------------------- | ----------------- | --- |
| 6.0    | 10A403 10A405 10A406 10A407 | 19 вересня 2012   | Початковий випуск |
| 6.0.1  | 10A523 10A525 10A8426       | 1 листопада 2012  | Виправлення помилок |
| 6.0.2  | 10A550 10A551 10A8500       | 18 грудня 2012    | Виправлення проблеми з Wi-Fi |
| 6.1    | 10B141 10B142 10B143 10B144 | 28 січня 2013     | Сумісність з LTE для більшої кількості операторів по всьому світу, інтеграція Siri та Fandango, щоб користувачі могли купувати квитки в кіно голосом (лише для США), налаштування «Скинути рекламний ідентифікатор» у налаштуваннях, що дозволяє користувачам краще контролювати, як програми відстежують його активність |
| 6.1.1  | 10B145                      | 11 лютого 2013    | Виправлення для стільникової продуктивності та стабільності |
| 6.1.2  | 10B146 10B147               | 19 лютого 2013    | Виправлено помилку календаря Exchange, яка могла вплинути на мережеву активність та час автономної роботи |
| 6.1.3  | 10B329                      | 19 березня 2013   | Виправлено помилки, зокрема виправлення можливого методу обходу блокування екрана та різні покращення. |
| 6.1.4  | 10B350                      | 2 травня 2013     | Виключно для iPhone 5 виправлення роботи динаміка |
| 6.1.5  | 10B400                      | 14 листопада 2013 | Виправлено проблему збоїв у дзвінках FaceTime |
| 6.1.6  | 10B500                      | 21 лютого 2014    | Виправлення для перевірки з'єднання SSL |

1. ↑  Початковий випуск для iPhone 5, iPod touch (5‑го покоління), iPad (4-го покоління) та iPad mini (1-го покоління)
2. 1 2 3 4 5  Лише iPhone 5
3. ↑  Лише iPad mini (1-го покоління) та iPod Touch (5‑го покоління)
4. ↑  Лише iPad (4-го покоління)
5. ↑  Лише iPad (4-го покоління) (Wi-Fi + Cellular) та iPad mini (1-го покоління) (Wi-Fi + Cellular)
6. ↑  Лише iPhone 5 та iPad mini (1-го покоління)
7. ↑  Лише iPad mini (1-го покоління) (Wi-Fi)
8. 1 2  Лише iPad mini (1-го покоління) (Wi-Fi + Cellular)
9. 1 2  Лише iPhone 4S
10. ↑  Лише iPhone 4 (GSM) та iPod touch (4‑го покоління)
11. ↑  Лише iPod touch (4‑го покоління)
12. ↑  Лише iPhone 3GS та iPod touch (4‑го покоління)

## Особливості системи

### Siri
Інтелектуальний особистий помічник Siri від Apple, представлений в iOS 5 з виходом iPhone 4S, був оновлений, отримавши можливість бронювання столиків у ресторані, запускати програми, читати елементи з Центру сповіщень, озвучувати оновлення Facebook і Твіттера, отримувати огляди фільмів, детальну інформацію про спортивні події, статистику та інше.
Siri отримала мовну підтримку для італійської, корейської та кантонської мов, а також підтримку пристроїв iPhone 5, iPod Touch п'ятого покоління та iPad третього покоління.
У iOS 6.1 Siri була інтегрована з Fandango, що дозволяло користувачам купувати квитки в кіно голосом. Ця функція була доступна лише в Сполучених Штатах на момент запуску.

### Інтеграція з Facebook
Facebook був інтегрований у кілька програм Apple починаючи з iOS 6. До функцій Facebook можна отримати прямий доступ з програм Apple, таких як Календар, який можуть синхронізувати події з Facebook; Контакти, які можуть показувати інформацію про друзів у Facebook, а також App Store та Game Center, де зʼявилася кнопка «Лайк» з Facebook; а також через віджет у Центрі сповіщень, який дозволяв користувачам публікувати оновлення статусу в соціальній мережі.

### Параметри
Додаток Параметри отримав кілька змін у iOS 6. Піктограма була змінена, щоб відповідати значку System Preferences, який використовувався в тодішній компʼютерній операційній системі OS X, розробленій Apple; і був доданий режим «Не турбувати», який дозволяє користувачам відключати звуки телефону. Додаткові опції для режиму «Не турбувати» включають можливість дозволяти телефонні дзвінки від певної групи контактів і дозволяти звук під час повторного дзвінка, якщо хтось дзвонить кілька разів.
Користувачам стали доступні нові налаштування конфіденційності. На додаток до «Служб локації» в iOS 6 були додані такі меню: «Контакти», «Календарі», «Нагадування» та «Фотографії». Оновлені меню конфіденційності надають користувачам більш детальний контроль дозволів на конфіденційність для кожної програми з новими сповіщеннями, коли програми хочуть отримати доступ до інформації в кожній із категорій.
iOS 6 також поставлялася з налаштуванням керування користувачами «Обмежити відстеження реклами», щоб користувачі мали можливість запобігти цільовій рекламі. Apple описала «Рекламний ідентифікатор» Apple як «непостійний, неособистий ідентифікатор пристрою, який рекламні мережі використовуватимуть, щоб надати вам більше контролю над можливістю рекламодавців використовувати методи відстеження. Якщо ви вирішите обмежити відстеження реклами, рекламні мережі, які використовують рекламний ідентифікатор, можуть більше не збирати інформацію для показу цільової реклами».
У iOS 6.1 було додано налаштування «Скинути рекламний ідентифікатор», щоб дозволити користувачам скинути ідентифікатор, який використовується рекламними компаніями.

### Інші
У iOS 6 зʼявився віджет Твіттера у Центр сповіщень, де користувачі могли писати твіти, не заходячи в додаток. Це призвело до заощадження ресурсів.
Інтерфейс Share Sheet був оновлений для відображення сітки значків, а не списку, різних програм, у яких користувачі могли ділитися вмістом.

## Функції програм

### Карти
Нова програма Apple Maps замінила Google Maps як програму для карт за замовчуванням в операційній системі. Apple Maps використовував векторний рушій Apple, що забезпечує плавніше масштабування. Новим у Картах була покрокова навігація з голосовими вказівками та тривимірними панорамами в певних країнах, режимами обльоту в деяких великих містах та режимом руху в реальному часі.
На момент запуску покрокова навігація була доступна лише для iPhone 4S і новіших моделей і iPad 2 (потрібний стільниковий зв'язок) і новіших моделей, тоді як перегляд обльоту був доступний лише для iPhone 4S та новіших моделей, iPod Touch п'ятого покоління та iPad 2 і новіших моделей.

### Passbook
Додано новий додаток Passbook, щоб зберігати такі документи, як посадкові талони, вхідні квитки, купони та картки постійного покупця.
Пристрій iOS з Passbook може замінити фізичну картку під час сканування для обробки мобільного платежу в місцях, що це підтримують. Додаток має контекстно-залежні функції, такі як сповіщення щодо відповідних купонів, коли ви перебуваєте в безпосередній близькості від певного магазину, і автоматична демонстрація посадкових талонів, коли користувач перебуває в аеропорту, із сповіщеннями про зміни на виході на посадку.

### Фотографії та Камера
Додаток Камера було оновлено, щоб додати новий режим Панорама, який дозволяв користувачам робити панорамні фотографії на 240 градусів.
Додаток Фотографії отримав оновлення функціональності Photo Stream, що дозволило користувачам видаляти зображення, а також ділитися користувацькими фотопотоками з іншими людьми або публікувати їх.

### App Store
App Store на iOS 6 мав абсолютно новий користувальницький інтерфейс, який видалив вкладку «Категорії» і замінив її на «Genius», пошукову та рекомендаційну систему Apple. Він також використовував картки, а не списки для відображення програм. Були також внесені зміни в алгоритм пошуку App Store, що призвело до «тенденції віддавати перевагу новішим компаніям», що викликало занепокоєння і похвалу розробників.
App Store також оновлював програми, не вимагаючи пароля iTunes, і під час встановлення або оновлення програми користувачі більше не поверталися автоматично на головний екран.

### Телефон
Отримуючи дзвінки, iOS 6 дозволила користувачам провести пальцем вгору по заблокованому екрану, щоб показати варіанти «Відповісти повідомленням» або «Нагадати пізніше». Функція «Відповісти повідомленням» показує кілька попередньо визначених повідомлень із опцією спеціального повідомлення, тоді як функція «Нагадати пізніше» пропонує кілька варіантів (наприклад, через годину, коли користувач повертається додому або коли користувач залишає поточне місцезнаходження), щоб увімкнути нагадування.

### Подкасти
Функціональність подкастів була відокремлена від програми iTunes і отримала власну програму Подкасти в iOS 6, щоб «централізувати та просувати прослуховування та завантаження подкастів для користувачів».

### Safari
У веббраузері Safari було оновлено повноекранний альбомний режим для користувачів iPhone та iPod Touch.
Читанка, функція, представлена в iOS 5, отримала підтримку в автономному режимі, в якій текст, зображення та макет із збережених статей зберігаються на пристрої користувача.

### FaceTime
Відеодзвінки FaceTime оновлено для роботи через стільникове з'єднання, на додаток до Wi-Fi.

### Годинник
Додаток Годинник, який був на iPhone та iPod Touch з моменту їх початкового випуску, став доступним на iPad. Дизайн годинника був схожий на годинник швейцарської залізниці, і Apple уклала угоду зі Швейцарськими федеральними залізницями про ліцензування дизайну для власного використання.

## Вилучені функції
Додаток YouTube, який був стандартним додатком для iOS розробленим Apple, було видалено. Apple повідомила The Verge, що причиною видалення став термін дії ліцензії, але користувачі YouTube все ще можуть переглядати відео через веббраузер Safari. Компанія також підтвердила, що Google, якій належить YouTube, розробляє власну програму, яка буде доступна в App Store. Програма YouTube, розроблена Apple, залишилася в iOS 5 і попередніх версіях iOS. У червні 2017 року колишній співробітник YouTube Гантер Волк написав у Твіттері, що Apple зв'язалася з YouTube, щоб зробити його програмою за замовчуванням в оригінальному iPhone, аби забезпечити масовий запуск мобільного сервісу для обміну відео, але компанія вимагала самостійної розробки. У 2012 році YouTube зробив «сміливий крок», щоб скасувати ліцензію, намагаючись «повернути контроль над своїм додатком», розробивши його самостійно.

## Оцінки
відгуки про iOS 6 були позитивними. Ден Сейферт з The Verge написав, що «iOS 6 виглядає майже ідентично iOS 5. Тут і там є кілька тонких налаштувань. Але на кожну невелику зміну зовнішнього вигляду деталей iOS є десять речей, які залишаються незмінними». Вихваляючи iPhone 4S за те, що він «швидкий виконавець», він зазначив, що «коли справа доходить до швидкості, iOS 6 не сильно відрізняється від iOS 5». Крейг Граннелл з TechRadar написав, що «iOS 6 скоріше схожа на iPhone 5 або OS X Mountain Lion — удосконалення чогось, що вже працює надзвичайно добре. Apple не переробляє речі заради того щоб їх переробити, а, в основному, поступово покращує роботу iOS. Це саме по собі є те, що інші компанії могли б наслідувати». Джейсон Паркер з CNET написав, що «iOS 6 — бажане оновлення для будь-якого користувача iOS, але воно не змінить повністю спосіб використання вашого пристрою. Натомість кожне із налаштувань спростить багато щоденних дій зі смартфоном, запропонувавши деяке полегшення тим, хто чекає певних функцій (наприклад, надсилання зображень з електронної пошти та керування дзвінками)».

## Проблеми

### Запуск програми Карти
У iOS 6 Apple замінила карти Google власними картами Apple Maps як картографічною службою за замовчуванням для операційної системи, і відразу ж зіткнулася з критикою за неточні або неповні дані, включаючи музей у річці, зниклі міста, супутникові зображення, приховані хмарами, відсутні локальні місця тощо.
Генеральний директор Apple Тім Кук опублікував на вебсайті Apple листа, в якому вибачився за «розчарування, викликане програмою Apple Maps», і рекомендував завантажувати альтернативні програми для карт із App Store. Скотта Форсталла, тодішній віце-президент із розробки програмного забезпечення iOS, був мимоволі звільнений з посади в Apple у жовтні 2012 року після того, як він «відмовився підписати своє ім'я в листі з вибаченнями за недоліки в новому картографічному сервісі Apple».

### Скептицизм щодо конфіденційності рекламного ідентифікатора
У вересні 2012 року Сара Дауні, «експерт із конфіденційності» розробника програмного забезпечення Abine, висловила занепокоєння тим, що, незважаючи на новий «Рекламний ідентифікатор», Apple не розкрила подробиць про те, на чому насправді був базується ідентифікатор. Вона заявила: «Мені потрібно, щоб вони сказали мені, чому це не ідентифікує, тому що, як ми бачили з багатьох інших „неідентифікуючих“ частин даних, вони можуть легко ідентифікувати вас», і що «Якщо ви застосуєте відмову, [Apple] більше не може збирати інформацію для показу цільової реклами. Для мене це означає, що вони все ще можуть збирати вашу інформацію, щоб робити щось інше, ніж показувати вам цільову рекламу, наприклад створювати бази даних про вас, щоб надсилати вам рекламу або продавати третім сторонам».

### Надмірне використання даних
Багато користувачів повідомили про те, що після оновлення до iOS 6 використання даних перевищувало норму, через що з деяких користувачів стягувалися великі рахунки за мобільний інтернет, використання якого значно перевищувало їхній тарифний план. Стів Розенбаум з The Huffington Post написав, що «помилка є результатом проблеми iOS 6, яка підключає телефон до стільникової мережі передачі даних щоразу, коли телефон підключається до сигналу WiFi», а також заявив, що Apple випустила оновлення, що виправляло цю проблему.

### Термін дії сертифіката FaceTime
У квітні 2014 року користувачі, які все ще використовували iOS 6, не могли підключитися до FaceTime через закінчення терміну дії сертифіката. Apple випустила документ підтримки, в якому пояснюється проблема, додавши, що пристрої, які можуть оновлюватися до iOS 7, повинні зробити це, щоб вирішити проблему, тоді як пристрої, для яких операційна система iOS 6 є останньою, отримають оновлення iOS 6.1.6.

## Підтримувані пристрої
Із випуском цієї версії програмного забезпечення Apple відмовилася від підтримки старих пристроїв, зокрема третього покоління iPod Touch та першого покоління iPad.
| - iPhone 3GS - iPhone 4 - iPhone 4S - iPhone 5 | - iPod Touch (4‑го покоління) - iPod Touch (5‑го покоління) | - iPad 2 - iPad (3-го покоління) - iPad (4-го покоління) - iPad Mini (1-го покоління) |  |